# Firmin Meyer
Firmin Meyer est un photographe français, né à Nîmes le 28 juin 1899 et mort à Carpentras le 19 septembre 1976.

## Biographie
Sorti diplômé de l'École des Beaux-Arts de Nîmes, il collabora, tout d'abord, avec le grand photographe Châteauneuf. Puis en 1927, il s'installa à Carpentras pour ouvrir un studio d'art. 

### Le photographe du Ventoux
Sur place, il se lia d'amitié avec Pierre de Champeville qui l'entraîna lors de ses premières excursions dans le Mont Ventoux. Nombre de ses clichés parurent rapidement dans les revues régionales et nationales puis furent édités en cartes postales. Fondateur avec Champeville du ski-club du Mont-Ventoux, il lui succéda ensuite à la direction du syndicat d'initiative qu'ils avaient créé ensemble. 
Artiste du noir et blanc, il est considéré comme le plus grand photographe du Ventoux au XXe siècle.

### Exposition universelle de 1937
Lors de l'exposition universelle de 1937, le comité organisateur lui confia la décoration du « Pavillon Provence ». Sur place, il fut sollicité par des industriels de Boston qui désiraient utiliser ses talents aux États-Unis. Il refusa.

### Le photographe de Cocteau
Jean Cocteau, à la recherche d'un photographe de talent pour faire les clichés de ses fresques de la chapelle Saint-Pierre, se confia à son ami, le poète André de Richaud. Sur ses conseils, il se rendit à Carpentras pour découvrir en la personne de Meyer un véritable artiste. Celui-ci accepta l'invitation et rejoignit Villefranche-sur-Mer, en 1955, afin de réaliser son reportage. 